# Spartochóri
Spartochóri, en grec moderne : Σπαρτοχώρι, est un village du dème de Méganisi, district régional de Leucade, en Grèce.
Selon le recensement de 2011, la population du village s'élève à 382 habitants.